# 王家賓 (萬曆甲辰進士)
王家賓（？—？），字国重，號光宇，直隶保定府定興縣人，明朝政治人物。

## 生平
万历二十五年（1597年）丁酉科順天乡试舉人，三十二年（1604年）甲辰科进士，初授户部山西司主事，榷税临清，值畿辅大旱，家賓恻然，傍徨达旦，愿附汲黯发仓之义，竟以额课三万金解正定佐赈，一面疏闻大义，谓以朝廷金钱活朝廷赤子，且正保隶毂辇，赈恤宜先。或谓当预闻，曰：若是，则索饥民于枯鱼肆矣。使及霑升斗救万人之命，罢官适所愿也。遇神庙宽仁，仅予薄罚，赖以全活者无算。擢守青州，陟兖东道，以邹滕白莲教寇变，谪守高州，寻升山西河东道副使，歴本省右参政、按察使，累官陜西布政使，致仕归。家宾和厚，不为崖异，于非义则嶄然不可夺。任河东时，某弁馈药酒壶以金，大怒曰：鼠子乃啖我。挥其酒，斥其人。